# Live at the Opera
Live at the Opera prvi je koncertni album norveškog black metal-sastava Satyricon. Diskografska kuća Napalm Records objavila ga je 1. svibnja 2015. u Europi i četiri dana poslije u Sjevernoj Americi. Prvo je izdanje sastava koje je objavio taj izdavač.
Objavljen je na dvama CD-ovima i dodatnom DVD-u. Drugo izdanje albuma sadrži tri gramofonske ploče.

## O albumu
Početkom 2015. frontmen Satyr objasnio je što je motiviralo skupinu na to da snimi DVD:
Pjesme na uratku snimljene su tijekom gotovo dvosatnog koncerta koji se održao 8. rujna 2013. u Operi u Oslu (Operahuset) u Norveškoj kao dio festivala Ultima Oslo Contemporary Music Festival koji se održava jednom godišnje. Koncert se održao istog dana kad je u Europi objavljen studijski album Satyricon. Skupina je na koncertu nastupila s 55-eročlanim Zborom Norveške opere.

## Popis pjesama
Tekstovi: Sigurd Wongraven, osim za pjesmu „Phoenix”, čiji je tekst napisao Sivert Høyem, glazba: Wongraven.
| 1.    | »Voice of Shadows« (instrumentalna skladba) | Satyricon       | 2:21 |
| 2.    | »Now, Diabolical«                           | Now, Diabolical | 6:07 |
| 3.    | »Repined Bastard Nation«                    | Volcano         | 5:42 |
| 4.    | »Our World, It Rumbles Tonight«             | Satyricon       | 5:17 |
| 5.    | »Nocturnal Flare«                           | Satyricon       | 7:14 |
| 6.    | »Die by My Hand«                            | The Age of Nero | 7:07 |
| 7.    | »Tro og kraft«                              | Satyricon       | 6:05 |
| 8.    | »Phoenix«                                   | Satyricon       | 7:28 |
| 9.    | »Den siste«                                 | The Age of Nero | 7:18 |
| 10.   | »The Infinity of Time and Space«            | Satyricon       | 8:47 |
| 11.   | »To the Mountains«                          | Now, Diabolical | 8:52 |
| 12.   | »The Pentagram Burns«                       | Now, Diabolical | 6:25 |
| 13.   | »Mother North«                              | Nemesis Divina  | 8:23 |
| 14.   | »K.I.N.G.«                                  | Now, Diabolical | 6:01 |
| 93:07 |                                             |                 |      |

## Recenzije
| Recenzije               | Recenzije |
| Izvor                   | Ocjena    |
| ----------------------- | --------- |
| Metal.de                | 8/10      |
| Metal Hammer (Njemačka) | 5/7       |
| Metal Hammer            | [ 6 ]     |

Dobio je pozitivne kritike. U recenziji za Metal Hammer Dom Lawson dao mu je četiri i pol zvjezdice od njih pet i napisao je da je „ujedno i dokumentirani nastup koji nadahnjuje i nepojmljivo uspješan eksperiment” te da su „odlični koncertni albumi rijetki, ali ovaj je jebeno veličanstven”. Peter Mildner dao mu je osam bodova od njih deset u osvrtu za Metal.de izjavivši da se „Zbor Norveške opere besprijekorno uklapa u snimku bez obzira na to pruža li samo dramatičnost, udvostručuje glavne melodije ili preuzima glavnu ulogu u duljim instrumentalnim dionicama” i zaključivši da je uradak „kvalitetno zabilježio koncert” i da mu „živost ulijevaju koherentan [...] koncept, slika i zvuk”.
Njemačka inačica Metal Hammera dala mu je pet bodova od njih sedam; recenzent Robert Müller komentirao je da „veći dio te zbirke prokušanih uspješnica funkcionira besprijekorno (i nimalo pretenciozno)” premda pjesme poput „Die by My Hand” „više djeluju pompozno nego veličanstveno”.

## Zasluge
| Satyricon - Satyr – vokal, gitara; miksanje - Frost – bubnjevi Dodatni glazbenici - Steinar Gundersen – gitara - Anders Odden – bas-gitara - Anders Hunstad – klavijatura - Gildas Le Pape – gitara - Sivert Høyem – vokal (na pjesmi „Phoenix”) - The Royal Norwegian Opera Chorus – zborski vokali | Ostalo osoblje - David Maiwald – dirigent - Kjetil Bjerkestrand – aranžman zborskih vokala - Svein Solberg – miksanje zvuka (na koncertu) - Steven Grant Bishop – snimanje - Erik Ljunggren – miksanje - George Tanderø – mastering - Espen Ixtlan – fotografija - Martin Kvamme – dizajn |

## Ljestvice
| Ljestvica           | Najviša pozicija |
| ------------------- | ---------------- |
| Belgija (Flandrija) | 168.             |
| Belgija (Valonija)  | 162.             |
| Norveška            | 26.              |
| Njemačka            | 56.              |